# Княгининский, Пётр Петрович
Пётр Петрович Княгининский (по другим данным — Пётр Павлович; 1839—1870-е годы) — русский изобретатель наборной машины.

## Биография
Родился 2 декабря 1839 года в Нижнем Новгороде (по другим данным — в 1838 году).
В 1856 году окончил Нижегородскую гимназию и поступил в Казанский университет, где учился на физико-математическом и медицинском факультетах. В начале 1860-х годов был исключен за революционную деятельность.
С 1862 года жил в Петербурге, участвовал в деятельности революционно-народнической организации «Земля и воля».
В 1866—1867 годах создал первую автоматическую наборную машину. 2 ноября 1869 года Российский Комитет по техническим делам выдал Петру Петровичу Княгининскому привилегию на автоматический типографский наборщик (на который были получены патенты в ряде других стран). Сообщая об этом изобретении, «Казанский биржевой листок» впоследствии писал:
«Имея от природы ум практический, Княгининский напал на мысль изобрести такую машину, посредством которой можно было бы производить набор и, таким образом, сделать реформу в типографском искусстве». 
Это была первая в мире автоматическая наборная машина и одна из первых машин, работающих на электричестве. Принцип автоматического управления наборным аппаратом с помощью перфорированной ленты, предложенный Княгининским, послужил в дальнейшем основой для проектирования наборных машин. Создав первую в мире автоматическую машину, Княгининский намного опередил зарубежных изобретателей. Его автомат появился на 15 лет раньше линотипа, на 26 лет раньше монотипа.

Схема наборной машины

Схема автомата-наборщика П. Княгининского:
1. магазин с литерами;
2. электрическое устройство для управления автоматом;
3. колесо для ручного привода машины;
4. противовес.

В 1870 году она экспонировалась на Всероссийской мануфактурной выставке в Петербурге и была награждена бронзовой медалью. Заслуги Княгининского не были оценены при его жизни, он умер в нищете. Точная дата его смерти неизвестна.
Брат — Яков Петрович Княгининский, коллежский асессор.